# Mihela
Mihela je žensko osebno ime.

## Izvor imena
Ime Mihela je različica ženskega osebnega imena Mihaela.

## Pogostost imena
Po podatkih Statističnega urada Republike Slovenije je bilo na dan 31. decembra 2007 v Sloveniji število ženskih oseb z imenom Mihela: 195.

## Osebni praznik
Osebe z imenom Mihela lahko godujejo takrat kot osebe z imenom Mihaela.